# Ивановское (Ивановская область)
Ивановское — село в Приволжском районе Ивановской области, входит в состав Ингарского сельского поселения.

## География
Расположено в 9 км на юго-запад от райцентра города Приволжск.

## История
В XVII веке по административно-территориальному делению село входило в Костромской уезд в волость Шухомаш. По церковно-административному делению приход относился к Плесской десятине. В 1620 году упоминается церковь "Рождества Иванна Предтечи в селе Ивановском". Каменная Предтеченская церковь в селе с колокольней построена в 1832 году на средства прихожан. Церковь была обнесена каменной оградой, внутри которой приходское кладбище. Престолов было три: в холодной в честь Рождества Иоанна Предтечи, в теплой — во имя Казанской иконы Божией Матери и во имя святителя Николая Чудотворца
.
В конце XIX — начале XX века село входило в состав Новинской волости Нерехтского уезда Костромской губернии, с 1918 года — Иваново-Вознесенской губернии.
С 1929 года село входило в состав Толпыгинского сельсовета Середского района Ивановской области, с 1946 года — в составе Приволжского района, с 1963 года — в составе Фурмановского района, с 2005 года — в составе Ингарского сельского поселения.

## Население
| 1872 | 1897 | 1907 | 2002 | 2010 |
| ---- | ---- | ---- | ---- | ---- |
| 125  | ↗188 | ↗195 | ↘29  | ↗30  |

## Достопримечательности
В селе расположена недействующая Церковь Рождества Иоанна Предтечи (1832)